# Austin Rivers
Austin James Rivers (* 1. August 1992 in Santa Monica, Kalifornien) ist ein US-amerikanischer Basketballspieler, der aktuell bei den Minnesota Timberwolves unter Vertrag steht. 

## Leben
Nach einer sportlich sehr erfolgreichen Highschoolzeit – Rivers erwarb vier Varsity Letters – besuchte er die Duke University, für die er nur ein Jahr lang spielte. Am 26. März 2012 erklärte er seine Absicht, sich zur NBA-Draft 2012 anzumelden.
Er ist das dritte Kind von Doc Rivers, selbst früher NBA-Spieler und heutiger Trainer der Milwaukee Bucks.

## NBA-Karriere
Rivers wurde schließlich an 10. Stelle in der ersten Runde von den New Orleans Hornets ausgewählt, die zuvor an erster Stelle schon Anthony Davis ausgewählt hatten. Er entschloss sich, wie sein Vater die Rückennummer 25 zu tragen. Während seiner zweieinhalbjährigen Spielzeit in New Orleans erzielte Rivers 6,9 Punkte und 2,3 Assists.
Am 12. Januar 2015 wurde er zunächst zu den Boston Celtics transferiert, drei Tage später folgte ein weiterer Wechsel zu den Los Angeles Clippers, bei denen sein Vater Doc Rivers Chefcoach war. Es war das erste Mal in der Geschichte der NBA, dass Vater und Sohn für das gleiche Team aktiv waren. Zu Beginn kam Rivers bei den Clippers oft von der Bank. In der Saison 2017/18 etablierte sich Rivers als Starter und erzielte mit 15,1 Punkten und 4,0 Assists pro Spiel seine besten Karrierewerte.
In der Sommerpause 2018 wurde Rivers via Tauschgeschäft von den Clippers zu den Washington Wizards transferiert. Im Gegenzug wechselte der polnische Center Marcin Gortat nach Los Angeles. Im Dezember 2018 wurde Rivers gemeinsam mit Kelly Oubre für Trevor Ariza an die Phoenix Suns weitergereicht, die umgehend auf seine Dienste verzichteten. Einen Tag vor Heiligabend unterzeichnete er bei den Houston Rockets einen garantierten Vertrag bis Saisonende. Alle Bezüge wurden von seinem Suns-Gehalt abgezogen.
Vor der NBA-Saison 2020/21 wechselte Rivers durch einen Sign-and-Trade-Deal zu den New York Knicks. Diese tradeten ihn im März 2021 in einem Drei-Team-Trade zu den Oklahoma City Thunder, die ihn kurz darauf entließen.
Im April 2021 unterschrieb er einen Dreijahresvertrag bei den Denver Nuggets. Nach seiner Zeit bei den Nuggets wechselte er zu den Minnesota Timberwolves, wo er einen Einjahresvertrag unterschrieb.  Derzeit ist unklar, ob Rivers jemals zur NBA zurückkehren wird.

## Karriere-Statistiken

### NBA

#### Reguläre Saison
| Saison  | Team                        | GP  | GS  | MPG  | FG % | 3P % | FT % | RPG | APG | SPG | BPG | PPG  |
| ------- | --------------------------- | --- | --- | ---- | ---- | ---- | ---- | --- | --- | --- | --- | ---- |
| 2012–13 | New Orleans                 | 61  | 26  | 23.2 | .372 | .326 | .546 | 1.8 | 2.1 | 0.4 | 0.1 | 6.2  |
| 2013–14 | New Orleans                 | 69  | 4   | 19.4 | .405 | .364 | .636 | 1.9 | 2.3 | 0.7 | 0.1 | 7.7  |
| 2014–15 | New Orleans / L.A. Clippers | 76  | 5   | 20.6 | .409 | .298 | .675 | 2.0 | 2.0 | 0.6 | 0.2 | 7.0  |
| 2015–16 | L.A. Clippers               | 67  | 7   | 21.9 | .438 | .335 | .681 | 1.9 | 1.5 | 0.7 | 0.1 | 8.9  |
| 2016–17 | L.A. Clippers               | 74  | 29  | 27.8 | .442 | .371 | .691 | 2.2 | 2.8 | 0.7 | 0.1 | 12.0 |
| 2017–18 | L.A. Clippers               | 61  | 59  | 33.7 | .424 | .378 | .642 | 2.4 | 4.0 | 1.2 | 0.3 | 15.1 |
| 2018–19 | Washington / Houston        | 76  | 15  | 26.7 | .406 | .318 | .526 | 2.1 | 2.2 | 0.6 | 0.3 | 8.1  |
| 2019–20 | Houston                     | 68  | 4   | 23.4 | .421 | .356 | .703 | 2.6 | 1.7 | 0.7 | 0.1 | 8.8  |
| 2020–21 | New York / Denver           | 36  | 7   | 23.5 | .424 | .369 | .710 | 2.3 | 2.3 | 0.8 | 0.1 | 7.9  |
| 2021–22 | Denver                      | 67  | 18  | 22.1 | .417 | .342 | .727 | 1.7 | 1.3 | 0.8 | 0.1 | 6.0  |
| 2022–23 | Minnesota                   | 52  | 10  | 19.5 | .435 | .350 | .769 | 1.6 | 1.4 | 0.5 | 0.1 | 4.9  |
| Gesamt  | Gesamt                      | 707 | 184 | 23.8 | .419 | .349 | .653 | 2.0 | 2.1 | 0.7 | 0.2 | 8.5  |

#### Play-offs
| Saison  | Team          | GP | GS | MPG  | FG % | 3P % | FT %  | RPG | APG | SPG | BPG | PPG  |
| ------- | ------------- | -- | -- | ---- | ---- | ---- | ----- | --- | --- | --- | --- | ---- |
| 2014–15 | L.A. Clippers | 14 | 2  | 17.9 | .438 | .371 | .632  | 1.7 | 1.1 | 0.7 | 0.3 | 8.4  |
| 2015–16 | L.A. Clippers | 6  | 2  | 24.0 | .426 | .235 | .667  | 2.7 | 2.7 | 0.5 | 0.0 | 10.3 |
| 2016–17 | L.A. Clippers | 3  | 2  | 30.1 | .346 | .308 | 1.000 | 2.7 | 0.7 | 0.3 | 0.3 | 8.0  |
| 2018–19 | Houston       | 10 | 0  | 21.5 | .435 | .457 | .667  | 2.1 | 1.0 | 0.5 | 0.1 | 7.4  |
| 2019–20 | Houston       | 12 | 0  | 17.6 | .311 | .257 | .769  | 2.5 | 1.3 | 0.6 | 0.1 | 4.8  |
| 2020–21 | Denver        | 10 | 9  | 30.5 | .435 | .413 | .813  | 1.7 | 2.1 | 0.2 | 0.3 | 9.2  |
| 2020–21 | Denver        | 5  | 0  | 21.6 | .444 | .333 | 1.000 | 0.6 | 1.2 | 1.4 | 0.2 | 4.2  |
| 2022–23 | Minnesota     | 4  | 0  | 11.5 | .500 | .333 | –     | 1.3 | 0.3 | 0.3 | 0.0 | 2.5  |
| Gesamt  | Gesamt        | 64 | 15 | 21.4 | .412 | .357 | .727  | 1.9 | 1.4 | 0.6 | 0.2 | 7.1  |